# داريل ويب
داريل ويب (بالإنجليزية: Darryl Webb)‏ مواليد 16 يناير 1988 في ماريلند، هو لاعب كرة سلة أمريكي معتزل. بدأ مسيرته الاحترافية في سنة 2011. يبلغ طوله 6 قدم 6 بوصة (2.0 م). اعتزل اللعب في 2015. لعب مع كرايلسهايم مرلينز في الدوري الألماني لكرة السلة.

## روابط خارجية
- داريل ويب على موقع كرة السلة الأوروبية.كوم (الإنجليزية)
- داريل ويب على موقع ريلجم (الإنجليزية)
- داريل ويب على موقع بروبوليرز (الإنجليزية)